# غابرييلا غاسبار
غابرييلا غاسبار (بالمجرية: Gáspár Gabriella)‏ مواليد 19 مايو 1979 في فيسبرم، المجر، هي لاعبة كرة يد مجرية. مثلت منتخب المجر لكرة اليد للسيدات. فازت بدوري أبطال أوروبا لكرة اليد للسيدات سنة 1999.